# Ferraria densepunctulata
Espèce
Ferraria densepunctulata est une espèce de plantes à fleurs du genre Ferraria et de la famille des Iridaceae. C'est une plante vivace et géophyte. L'espèce est endémique du Cap occidental en Afrique du Sud, elle  est présente de la  baie de Lambert (en) à Langebaan (en). Il existe six à huit sous-populations, dont la plus importante se trouve à Jacobs Bay (en). L'espèce est menacée par le développement périurbain, l'agriculture et l'exploitation minière (extraction de calcaire).
Cette espèce a été décrite scientifiquement pour la première fois, en 1979, par Miriam Phoebe de Vos, célèbre botaniste sud-africaine (1912-2005).

## Galerie

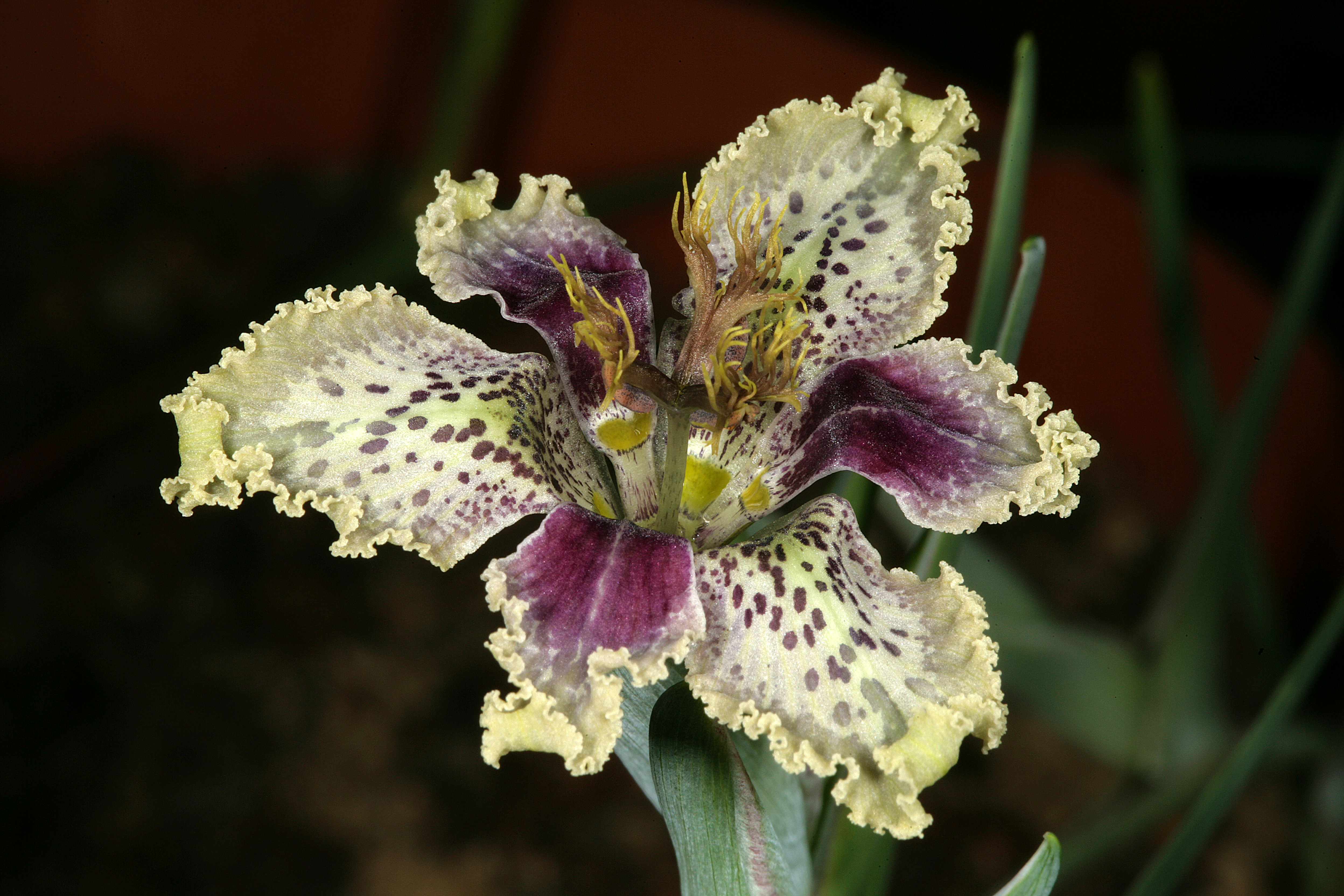
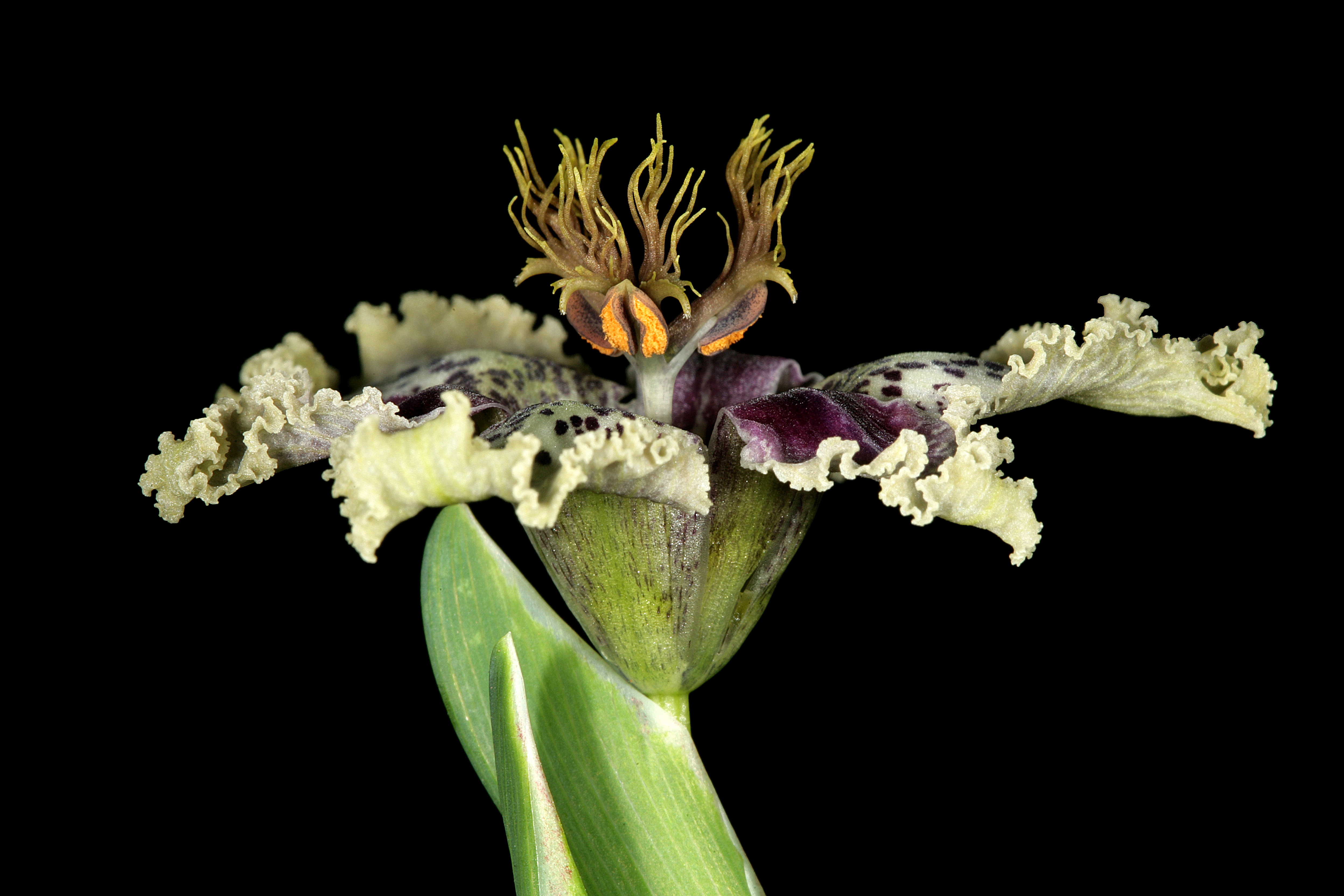
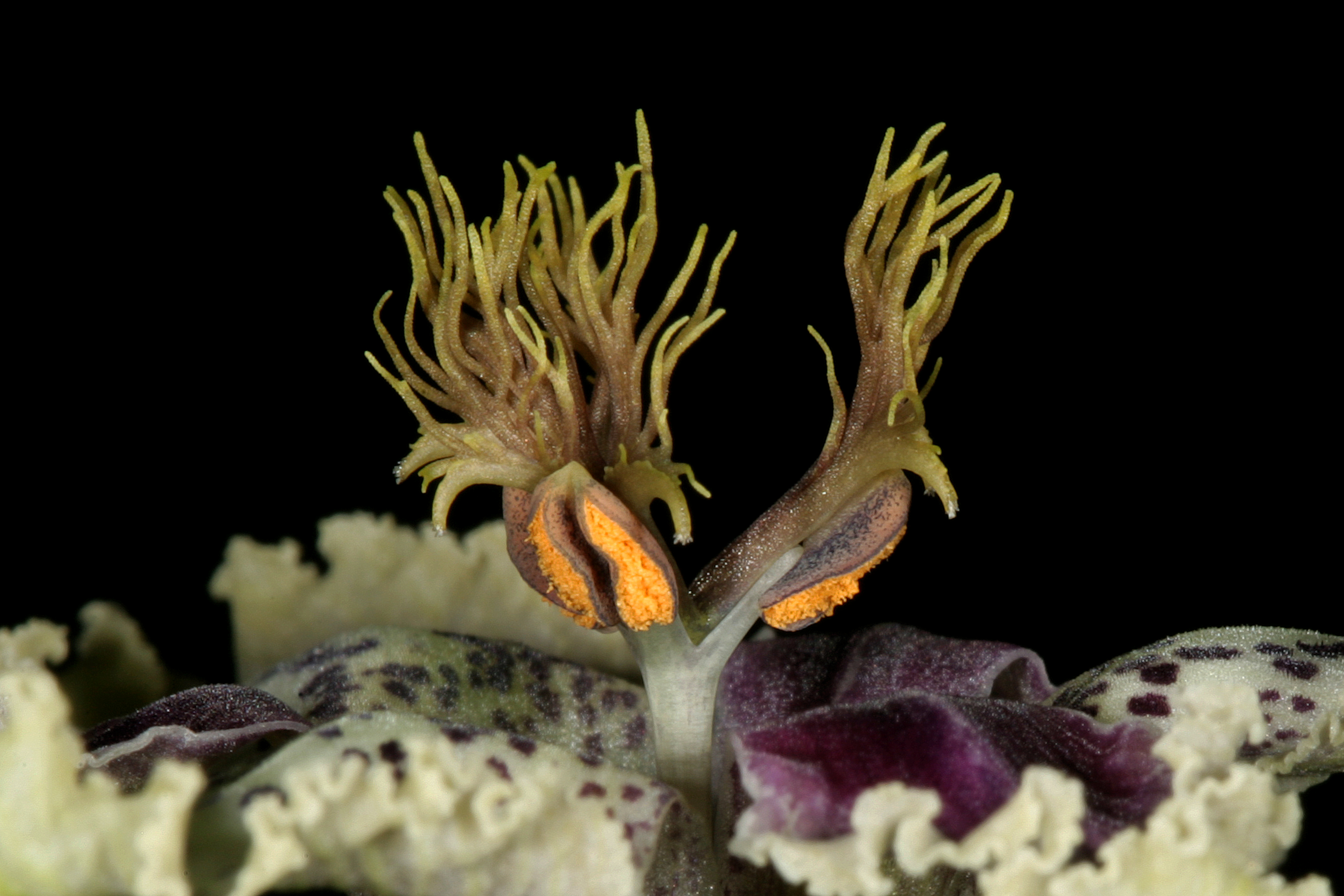

## Sources
- LISTE ROUGE Sanbi
- Plantes du monde en ligne
- (en) POWO :  Ferraria densepunctulata   M.P.de Vos  (consulté le 8 janvier 2023)

- (af) Cet article est partiellement ou en totalité issu de l’article de Wikipédia en afrikaans intitulé « Ferraria densepunctulata » (voir la liste des auteurs).